# Ich und meine Schwiegersöhne
Ich und meine Schwiegersöhne ist ein deutscher Spielfilm von Georg Jacoby aus dem Jahr 1956.

## Handlung
Fred und Otto haben das Glück, die gleiche Schwiegermutter zu haben. Ihr Name ist Agathe Zausel und so resolut und kampfkräftig sie ist, hat sie die beiden auch noch in ihre, nicht gerade gut laufende, Puppenfabrik eingespannt. Da die jungen Ehemänner sich aber nicht ihre Unternehmenslust von der Schwiegermutter nehmen lassen wollen, gehen sie gern ihren Hobbys nach, ohne dass diese davon etwas mitbekommt.
Fred, der ein talentierter Schlagerkomponist ist, hat sich eine zweite Wohnung genommen um seine Musik entwerfen zu können, denn zu Hause darf er ja nicht Klavierspielen, da es zu laut ist. Hier kann er nach Herzenslust komponieren, ohne sich sorgen zu müssen, eine böse Hand der Schwiegermutter könnte den Klavierdeckel zuschlagen. Auch Otto geht einer geheimnisvollen Leidenschaft nach: Dank seiner nächtlichen Experimentierfreudigkeit entwickelt er ein kleines Raketenflugzeug, wodurch allerdings ein ehrwürdiges Porträt des Firmengründers sowie diverse Fensterscheiben entzweigehen.
Was liegt also näher, als dass die harmlosen Eskapaden der beiden Schwiegersöhne Anlass zu den schlimmsten Vermutungen geben könnten. Selbst Agathe wird in die turbulenten Ereignisse mit hineingezogen, obwohl sie versucht, einen klaren Kopf zu behalten. Am Ende der turbulenten Verwicklungen klärt sich aber alles auf und dem Eheglück der jungen Leute steht nichts mehr im Wege.

## Produktion
Ich und meine Schwiegersöhne erlebte seine Uraufführung am 4. Mai 1956 im Kino Lichtburg (Essen). Szenenfotos und Programmhefte und Plakate sind unter Heinz Erhardt Freunde zu sehen.

## Kritik
Das Lexikon des internationalen Films bezeichnete den Film als um Grethe Weiser inszenierte, harmlose Komödie ohne jegliche Originalität.